# Lacey Duvalle
Lacey Duvalle (født 5. april 1982 i Washington D.C.), er en amerikansk pornoskuespiller. Hun har medvirket i 150 pornofilm siden 2000.

## Filmografi
- 2002: I Love Lacey
- 2002: Lacey's Secret
- 2003: Get Yo' Freaky On 2
- 2004: Groupie Love
- 2005: Black Size Queens 1
- 2007: Suck It Dry 3
- 2007: Big Ass Pool Party
- 2008: Real Wife Stories 2
- 2008: Fuck My Tits 4
- 2008: Black Bottom Girls 5

## Priser

### Udvalgte priser
- 2009: Urban X Awards Winner – Bedste POV Sex Scene - Tunnel Vision